# William Arundel

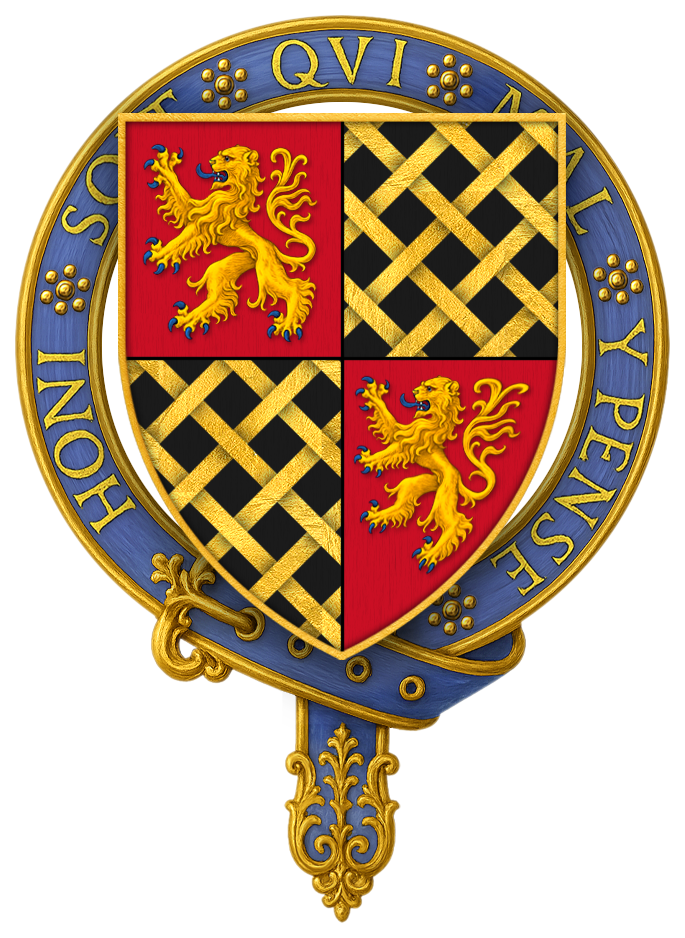
Wappen von William Arundel

Sir William Arundel KG (* nach 1365; † 17. August 1400) war ein englischer Höfling.
William Arundel entstammte einer Nebenlinie der englischen Familie FitzAlan. Er war der zweite Sohn von John Arundel, 1. Baron Arundel und von Eleanor Maltravers, 2. Baroness Maltravers. Er gehörte zu den jungen Rittern, die in den späten 1380er Jahren an den Hofstaat des jungen Königs Richard II. kamen. Arundel stand in hoher Gunst des Königs und erhielt mehrfach kostbare Geschenke von ihm. Von 1394 bis 1395 nahm er am Feldzug von König Richard II. nach Irland teil. 1395 wurde er als Günstling des Königs Constable von Rochester Castle und im selben Jahr als Nachfolger des verstorbenen Nicholas Sarnefeld in den Hosenbandorden aufgenommen.
Kurz nach der Hinrichtung seines Onkels Richard FitzAlan, 11. Earl of Arundel, einem der führenden Lords Appellant, wurde er am 8. Oktober 1397 Constable von Reigate Castle in Surrey, das zuvor eine Burg des Earl of Arundel gewesen war, dazu war er auch Constable von Nottingham Castle.
Er wurde in der Prioratskirche St Andrew in Rochester begraben. Seine Frau Agnes, deren Herkunft unbekannt ist, starb im September oder Oktober 1401 und wurde neben ihm begraben. Die Ehe war kinderlos geblieben.